# ジーノ・マリヌッツィ
ジーノ・マリヌッツィ（Gino Marinuzzi, 1882年3月24日 - 1945年8月17日）は、イタリア出身の作曲家、指揮者。
パレルモの出身。地元の音楽院でグリエルモ・ズエッリに作曲を師事。1900年にウンベルト1世のためのレクイエムを作曲して評判をとった。1901年には地元パレルモのマッシモ劇場でジュゼッペ・ヴェルディの《リゴレット》の公演で指揮者デビューを飾った。1909年にはリヒャルト・ヴァーグナーの《トリスタンとイゾルデ》、1914年には《パルジファル》をマッシモ劇場で最初に上演し、ヴァーグナー作品の擁護者としての名声を得た。また一方で、ガエターノ・ドニゼッティの《ルクレツィア・ボルジア》やヴィンチェンツォ・ベッリーニの《異国の女》など、20世紀では演奏されなくなっていた演目の復活上演もこなした。1917年にはモンテカルロの歌劇場に客演し、ジャコモ・プッチーニの《つばめ》の初演を指揮している。1919年から1921年までシカゴ・オペラ協会、1928年から1934年までローマ歌劇場の音楽監督を務め、コヴェントガーデン王立歌劇場にも登場した。1934年からミラノのスカラ座でも指揮をするようになり、1944年にスカラ座総監督となった。
作曲家としては、《バルベリーナ》、《ジャクリー》、《パッラ・デ・モッツィ》の3作のオペラを手掛けている。
ミラノにて死去。